# 古德曼菲爾德
古德曼菲爾德（Goodman Fielder）是一個烘培、烹飪、乳製品、人造奶油、油、調味料和各種食品原料的製造商、銷售商和流通業。它的主要業務是在紐西蘭、澳洲、斐濟、巴布亞新幾內亞和新喀里多尼亞等超過40多個生產據點。該公司員工超過5000人，並有120多個品牌。在2015年3月，Goodman Fielder被豐益國際和第一太平合資收購。

## 歷史
公司於1986年由Allied Mills Ltd和Goodman Group Ltd兩間公司共同成立。自1986年成立後，公司購併了另外13個公司。2003年公司由伯恩斯菲利普所接管。

## 產品
旗下品牌
Goodman Fielder在零售和餐飲服務等領域擁有乳製品、烘焙和食品雜貨部分等多元品牌，包括Meadow Fresh、Puhoi Valley、Bouton D'or、 Tararua、Vogel's、Quality Bakers、Molenberg、Natures Fresh和Meadowlea。

## 外部連結
- 官网 （页面存档备份，存于）
- 台湾 （页面存档备份，存于）